# Cándido Bidó
Bonao, Monseñor Nouel, 20 de mayo de 1936 - [Santo Domingo], 7 de marzo de 2011, fue un destacado escultor y pintor dominicano. Sus pinturas son reconocidas en Europa, Estados Unidos y medio oriente; además en países latinoamericanos como Cuba, Colombia y Panamá. Fue el primer pintor dominicano en exponer sus obras en Francia, Junto a Guillo Pérez es considerado uno de los pintores contemporáneos más importante de la República Dominicana.
 Utilizaba el óleo, el gouache, los crayones, las aguadas y la tinta como principales técnicas. Se caracterizaba por reflejar panoramas coloridos en sus obras.
Ya en 1986, Bidó tenía 23 exposiciones de manera individual, nacional e internacionalmente, entre las que destacan: Museo de Arte Contemporáneo de Panamá, en la Universidad Nacional Autónoma de México en México, en Londres, en Caracas, en París y en Venecia.

## Primeros años
En 1950, debido a la difícil situación en Bonao, con tan solo 14 años Bidó decidió salir de su ciudad natal e ir tras sus sueños de ser pintor. De manera errante, recorrió ciudades como Puerto Plata, Cotuí, terminando en Santo Domingo.
En 1952, Bidó comenzó a trabajar en el Colegio Serafín de Asís mientras asiste a clases de dibujo. Durante los siguientes años se esforzó perfeccionando sus dotes. En 1955, se inscribió en la Escuela Nacional de Bellas Artes para estudiar pintura y en la década de los 60 se convierte en un profesor de la misma hasta 1982.

## Estilo
Las obras de Cándido Bidó se caracterizan por un trasfondo sentimental, con temas recurrentes como la maternidad y la unión en pareja. La vida silvestre, el campo y la naturaleza caribeña son elementos prominentes en su obra. Su paleta de colores incluye principalmente amarillo, rojo y azul, que aportan a sus cuadros una sensación de alegría, frescura y ternura.
Bidó representaba los rostros tanto de frente como de perfil, integrando en sus composiciones frutas, flores y el sol, elementos que reflejan el paisaje y la luz del Caribe antillano.
Un rasgo distintivo de muchas de sus pinturas es la ausencia de rostros en las figuras femeninas, que en ocasiones están cubiertas con gorros. Esta característica está inspirada en las muñecas sin rostro, artesanales de la República Dominicana.

## Muerte
El 7 de marzo de 2011, Cándido Bidó (quien era diabético e hipertenso) sintió dolores intensos debido a un síndrome coronario agudo, por lo que fue ingresado en el Centro de Diagnóstico, Medicina Avanzada y Telemedicina (Cedimat). Finalmente murió de un paro cardíaco el 7 de marzo a los 74 años de edad.

## Legado
Bidó Fue un artista muy serio, totalmente dedicado a sus dibujos y pinturas, con la única intención de "dar" lo mejor de sí mismo y de su arte. 
Sus extraordinarias pinturas se exhiben en todo el mundo y han sido destacadas en varias monografías del artista. Es raro el turista que no haya oído hablar de Bidó y mucho menos que no se haya tropezado con una de sus galerías. Fue un hombre tranquilo, modesto, Bidó alcanzó grandeza en parte porque promovió a otros en vez de a sí mismo. Sus pinturas reflejan un gran amor por la gente de su país, sobre todo del Cibao.
El Museo de Arte Moderno de Santo Domingo tiene una colección de pinturas de Bidó. 
Fundó el Museo Cándido Bidó en la Plaza de la Cultura de Bonao, donde se exponen permanentemente las obras de los grandes pintores dominicanos, como son: Guillo Pérez, Elsa Núñez, Alonso Cuevas, y del propio Cándido. También se exponen obras de pintores centroamericanos como Orlando Vallejo, Alfredo Sinclair, Manuel Chong Neto, entre otros.
En 1977, creó una academia de pintura en su ciudad natal Bonao para proporcionar educación artística, entretenimiento y servicios culturales a la comunidad del Cibao.

## Obras
Nota: la siguiente es una lista parcial de sus obras, puedes ayudar a Wikipedia expandiéndola
- Mujer en primer plano - 1976
- El come Haiva - 1978, mixta sobre lienzo.
- El tamborero - 1979, mixta/lienzo.
- Ave - 1983, mixta sobre óleo, 50 x 50 cm.
- La Paz llega de noche - 1990, de su homenaje a NNUU, 42 x 60 cm.
- Flores silvestres - 1995. Acrílico sobre lienzo, 40 por 101.6 cm.óleo, acrílico/lienzo, 160 x 160 cm.
- Pájaro en silla roja - 1999, mixta sobre lienzo.
- "Maternidad" - 1992, óleo y acrílico sobre tela.
- Mujer de la isla - 2004. Óleo-acrílica 40 x 40 cm.
- Tarde en Jerusalén - 2005, óleo y acrílico/tela, 40 cm x 30 cm. Embajada de Israel en Santo Domingo.
- ”El Potro Negro”, óleo y acrílico sobre tela, 1999, colección privada https://pin.it/7I3dfGm
- La tajada - 2005, óleo-acrílica, 45 x 45.
- Niña de Tel-Aviv - 2005, óleo-acrílica, 20 x 24 cm.
- Dama del Caribe - 2006, óleo-acrílica, 40 x 50. Galería Cándido Bidó.
- Muchacho con pájaro rojo - 2007, 20 x 24, óleo-acrílica. Galería Cándido Bidó.
- Niña de las Mariposas - 2007, óleo-acrílica, 16 cm x 20 cm.
- Cabeza en azul - 2007, óleo-acrílica, 16 x 20 cm.
- El florero azul de la aldea - 2008, óleo-acrílica. Galería Cándido Bidó.
- Salida No.8 Parque Mirador del Sur de Santo Domingo - 2007.
- Niña con paloma - 2009, óleo-acrílica.

## Premios y reconocimientos
- 1965, obtuvo el primer lugar en el Concurso Esso de Artistas Jóvenes en Santo Domingo
- 1966, obtuvo el cuarto y quinto lugar en el Concurso E. León Jimenes en Santiago de los Caballeros.
- 1972, tercer lugar en la  Bienal Nacional en Santo Domingo.
- 1974, primer lugar en el XIII Bienal Nacional en Santo Domingo.
- 1979, segundo lugar en el XIV Bienal Nacional en Santo Domingo.
- 1981, primer lugar en el Concurso E. León Jimenes en Santiago de los caballeros
- 1982, cuarto lugar en el Concurso Internacional NOMA, ilustración para libros infantiles en Japón.
- 1985, obtuvo el Premio El Gaucho en Bonn, Alemania
- El gobierno de Francia lo condecoró con la insignia de Caballero de la Orden de las Artes y las Letras.